# Tassilo von Heydebrand und der Lasa
Baron Tassilo von Heydebrand und der Lasa (17. října 1818, Berlín – 27. července 1899, Storchnest poblíž Lešna, Poznaňsko, dnes Osieczna) byl německý diplomat, šachový mistr, šachový teoretik a historik šachu.
Lasa patří společně s Ludwigem Erdmannem Bledowem k spoluzakladatelům berlínské šachové skupiny Plejády. Po předčasné smrti Paula Rudolfa von Bilguera dokončil a roku vydal 1843 Bilguerův Handbuch des Schachspiels (česky Příručka hry šachové), nejstarší souhrnný manuál šachové teorie. Ten potom on sám a jeho následovníci dále doplňovali a publikovali v nových vydáních – von der Lasa jej připravoval až do 5. vydání v roce 1874.
Šachovou teorii Lasa obohatil bezmála stovkou článků v časopise Deutsche Schachzeitung a významný je také jeho spis Zur Geschichte und Literatur des Schachspiels (1897, O šachových dějinách a literatuře). Během svého diplomatického působení shromáždil velkou šachovou knihovnu čítající přes 2000 svazků, která je dnes uložena na zámku v Kórniku poblíž Poznaně.
Ačkoliv nikdy nehrál v žádném oficiálním šachovém zápase či turnaji, porazil v sérii improvizovaných partií v letech 1845–1846 Adolfa Anderssena, roku 1846 Johanna Jacoba Löwenthala 5:2 (=0) a v roce 1853 Howarda Stauntona 5:3 (=4).